# Kuckucksei im Gangsternest
Kuckucksei im Gangsternest (Alternativtitel: Die heiße Gangsterbraut) ist ein deutscher Spielfilm des Regisseurs Franz-Josef Spieker aus dem Jahr 1969 mit Herbert Fux und Hanna Schygulla in den Hauptrollen. Die Außenaufnahmen entstanden im und beim Schloss Hackhausen in Solingen (Nordrhein-Westfalen). In der Bundesrepublik Deutschland kam der Film erstmals am 25. Dezember 1969 in die Kinos.

## Handlung
Drei Galgenvögel fristen ihr Leben damit, reichen Wohlstandsbürgern auf ihrer Fahrt zu einem Berg-Sanatorium Autofallen zu stellen. Wagen sausen in schöner Regelmäßigkeit in den Abgrund, und die Insassen geben kein Lebenszeichen mehr von sich. Doch eines Tages geht diese Rechnung nicht mehr ganz auf: ein junges Mädchen überlebt den Absturz der Luxuslimousine, und es scheint sich bei der kessen Kleinen um ein gewitztes Society-Flittchen zu handeln. Die drei Gangster sind etwas verdutzt ob dieser unerwarteten Beute, und in den Burgmauern ihrer Residenz beschließen sie eine ehrliche Teilung: fünfzig Prozent der Dame für den Boss Lord Kaputt, je fünfundzwanzig Prozent für Killer Fritz und Gangster Frankie. 
Das Leben zu viert beginnt, und jeder der drei Ganoven versucht, das Flittchen Maria für sich zu gewinnen. Lord Kaputt muss dabei die größten Schlappen einstecken. Fritz und Frankie wittern dadurch eine Chance – doch am Ende kommt alles ganz anders, als sie es vermutet hätten. Die pfiffige Maria hat schnell die Schwächen der Galgenvögel durchschaut und weiß sie geschickt zu ihren Gunsten anzuwenden. Lord Kaputts Neigung zu Mystifikationen bringt sie auf eine Idee. Der immer wieder auftauchende geheimnisvolle Bergmönch, der auf Geheiß des Boss‘ die drei Ganoven mit Maria trauen muss, händigt ihr ein „Orakel“ aus. Sie stachelt daraufhin die drei zu einem tödlichen Wettkampf auf und sieht sich am Ende mit genügend klingender Münze vor einem fröhlichen Leben ohne männlichen Terror.

## Kritiken
„Mißlungener Versuch einer Satire auf soziale Gegebenheiten der Zeit, mit Popelementen und viel Klamauk.“

„Ein Pop-Märchen mit spannenden Action-Szenen, phantastischen Abenteuern und schwarzem Humor und zugleich eine Parabel auf bestimmte menschliche Verhaltensweisen unserer heutigen Gesellschaft. Empfehlenswert ab 18.“

„Prädikat ‚Wertvoll’“